# テクノトップ
株式会社テクノトップ（Techno-Top, Limited）は日本のゲーム会社。主に対戦用麻雀などの企画開発を行っている。
1999年、「中日本リース株式会社」のゲーム事業部を分社化する形で創業した。
主にアーケードゲーム機の開発、製造を行ない、代表的な作品には『ドンデンラバー Vol.1 〜白黒つけよっ〜』がある。

## ダイナックス
ダイナックス（DYNAX）とは、日本のゲームブランドである。かつては1980年創業の「ダイナックス株式会社」が事業を行なっていたが、1996年、「中日本リース株式会社」に吸収合併され、同社内のダイナックス事業部に受け継がれた。1999年、同事業部は「株式会社テクノトップ」へ分社化された。

## 関連企業
- 中日本プロジェクト - 実施許諾者
- アクティブワークス - テクノトップ製品の販売・レンタル業務を行う会社。テクノトップと同住所に所在。